# تیساسنت‌ایمره
تیساسنت‌ایمره (به مجاری:  Tiszaszentimre) یک منطقهٔ مسکونی در مجارستان است که در ناحیه تیسافورد واقع شده‌است. تیساسنت‌ایمره ۶۵٫۶۱ کیلومتر مربع مساحت و ۲٬۰۹۵ نفر جمعیت دارد.